# Calanus marshallae
Calanus marshallae är en kräftdjursart som beskrevs av Frost 1974. Calanus marshallae ingår i släktet Calanus och familjen Calanidae. Inga underarter finns listade i Catalogue of Life.